# Edenberg (Gemeinde Mooskirchen)
Edenberg ist eine Rotte in der Weststeiermark in der Marktgemeinde Mooskirchen im Bezirk Voitsberg, Steiermark.

## Ortsname und Geografie
Der Namensteil Eden- leitet sich vom mittelhochdeutschen oede für öd, unergiebig ab, wobei das ö zu einem e entrundet wurde. Der Ortsname bedeutet also so viel wie am öden (unergiebigen) Berggelände, der öde Berg, Berg ohne Besiedlung oder Berg mit abgekommener Siedlung.
Bubendorf liegt im Westen der Marktgemeinde Mooskirchen, südwestlich des Hauptortes Mooskirchen, im östlichen Teil der Katastralgemeinde Stögersdorf, auf einer Anhöhe zwischen der Süd Autobahn A2 im Norden und Westen sowie dem Schönwiesenbach im Osten.

## Geschichte
Edenberg entstand im 12. oder 13. Jahrhundert auf einem späten Rodungsgebiet und bestand aus Einzelhöfen mit Einödfluren. Die erste urkundliche Erwähnung des Ortes erfolgte 1410 als am O(e)denberg, diese Nennung gilt aber als fraglich. Eine weitere Erwähnung erfolgte schließlich 1822/23 als Edenberg. Bis 1842 gehörten die Einwohner zur Grundherrschaft der Herrschaft Winterhof und es wurde um 1820 das halbe Garbenzehent an diese Herrschaft geliefert. Edenberg gehörte zum Werbbezirk der Herrschaft Ligist.
Um 1850 galt Edenberg als Handwerkszentrum von Rauchegg, da der Ort einen Müller, einen Schneider sowie einen Weber beherbergte. In den späten 1970er-Jahren wurde das Gasthaus Greithans errichtet, der heutige Landhof Lazarus.

## Wirtschaft und Infrastruktur
Edenberg ist landwirtschaftlich geprägt, daneben gibt es mit dem Landhof Lazarus ein Restaurant im Ort.
Die Kinder des Ortes besuchen die Schulen in Mooskirchen.